# Lomas del Pedregal, Baja California
Lomas del Pedregal är en ort i Mexiko.   Den ligger i kommunen Tijuana och delstaten Baja California, i den nordvästra delen av landet, 2 300 km nordväst om huvudstaden Mexico City. Lomas del Pedregal ligger 205 meter över havet och antalet invånare är 922.
Terrängen runt Lomas del Pedregal är kuperad. Runt Lomas del Pedregal är det tätbefolkat, med 913 invånare per kvadratkilometer. Närmaste större samhälle är Tijuana, 19,7 km väster om Lomas del Pedregal. Omgivningarna runt Lomas del Pedregal är i huvudsak ett öppet busklandskap.